# Guaramiranga
Guaramiranga  est une ville du Ceará, située à une centaine de km de Fortaleza, à environ 900 m d’altitude, dans la mésorégion du Nord du Ceará dans l'Est du Brésil.

La ville accueille un festival du théâtre (Festival national de teatro)

### Liens externes

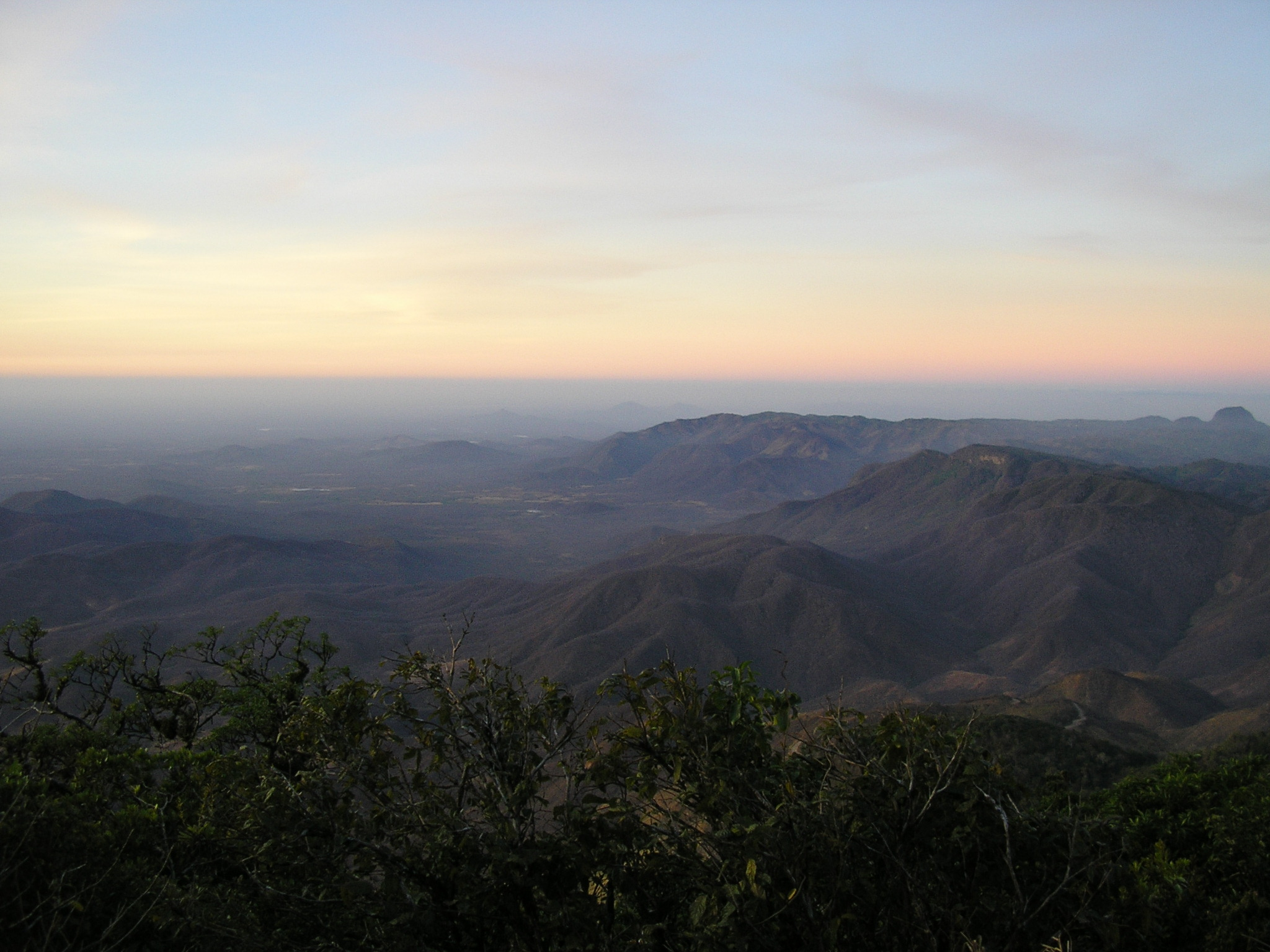
Montagnes (serra) de Guaramiranga

## Maires
| Période | Période | Identité                  | Étiquette | Qualité |
| ------- | ------- | ------------------------- | --------- | ------- |
| 2009    | 2012    | Luiz Eduardo Viana Vieira | PR        |         |